# Monte Tendürek
Tendürek ( en turco: Tendürek Dağı, en armenio: Թոնդրակ, Tondrak ) es un volcán en escudo ubicado en las provincias de Ağrı y Van del este de Turquía, cerca de las fronteras con Irán. El volcán se eleva 1800 m (5906 pies) sobre la llanura de Doğubeyazıt, al sur del monte Ararat. 
Dos conos principales con un cráter cada uno y varios conos laterales menores forman el conjunto. El complejo data de 700.000 a 500.000 años AP a 13.000 AP y está formado principalmente por lavas basálticas, con algunas lavas piroclásticas y traquíticas / traquiandesíticas. Tiene un volumen de más de 300 km³ y una superficie de unos 650 km².
Los conos piroclásticos con flujos de lava basáltica en el lado este de la montaña tienen alrededor de 2.500 años. La última erupción conocida pudo haber sido una erupción de gas y cenizas en 1855, y existen sistemas hidrotermales en el volcán. 
Desde 1993, el volcán se ha estado hundiendo en una falla circular. El nombre armenio de la montaña era Tondrak. Los armenios medievales de Tondraki, un movimiento religioso de la década de 950, llevan el nombre de esta zona.

## Significado

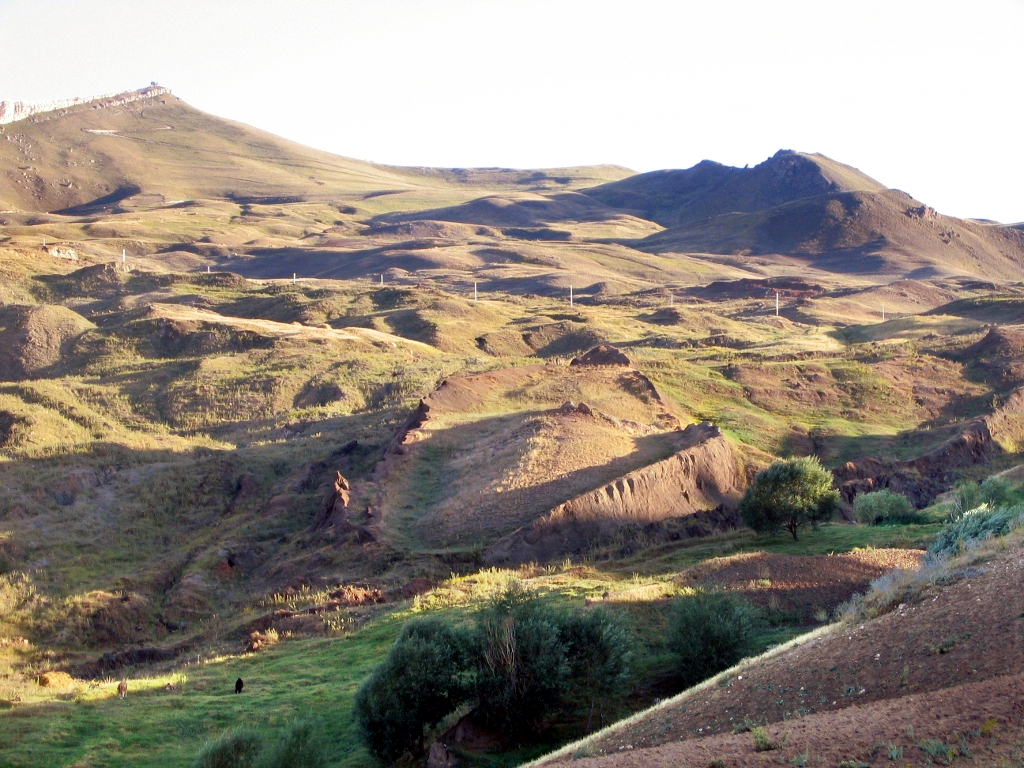
El sitio arqueológico de Durupınar, que se presume que es el Arca de Noé

El volcán es conocido por tener el yacimiento  de Durupınar. Debido a su tamaño y forma de barco, esta gran estructura agregada se consideró el Arca de Noé, pero esto se discute.

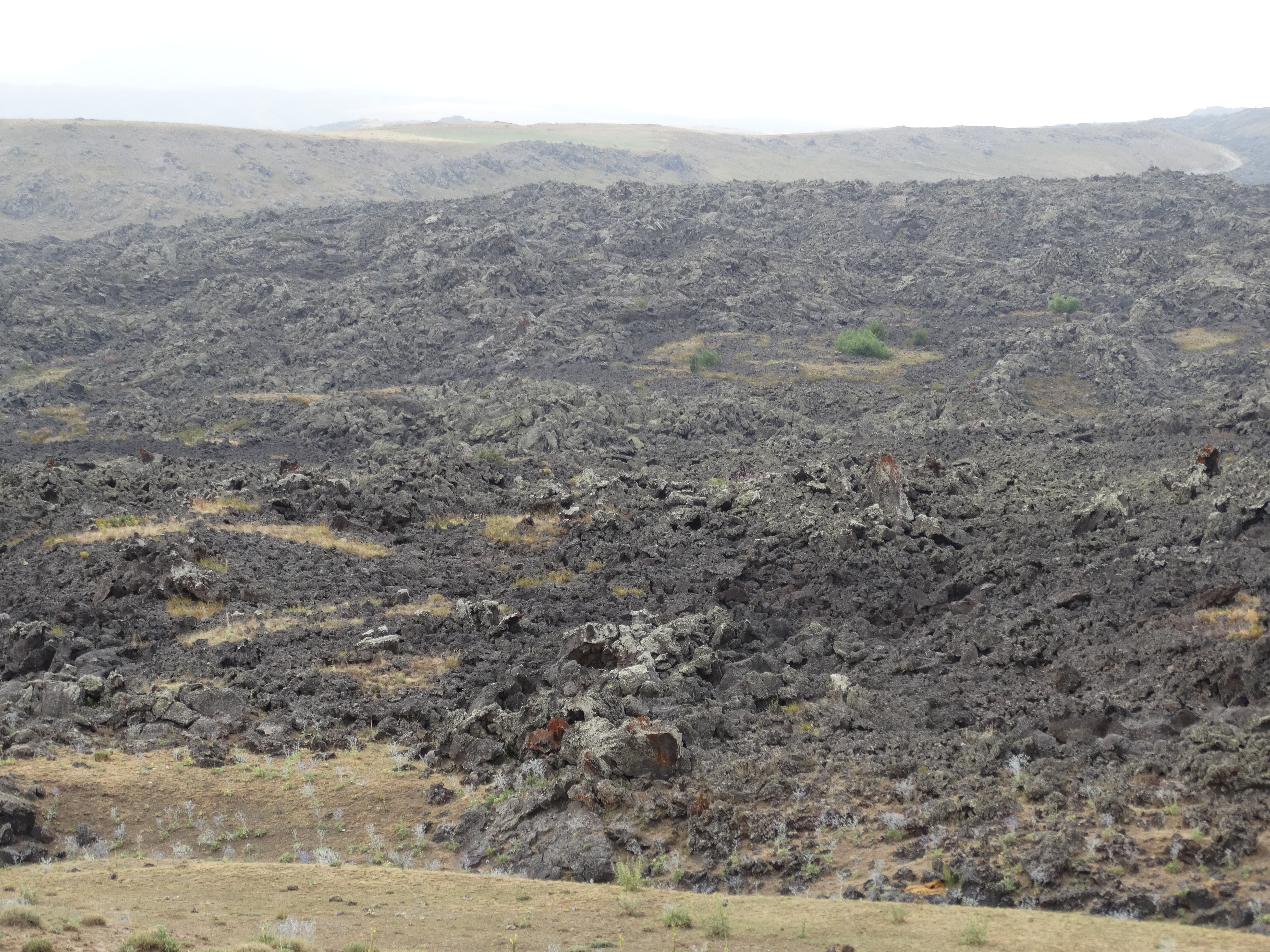
Lava basáltica sólida en la zona del volcán